# Mauro Simonetti
Mauro Simonetti, född 14 juli 1948 i Livorno, död 1986, var en italiensk tävlingscyklist.
Simonetti blev olympisk bronsmedaljör i lagtempoloppet vid sommarspelen 1968 i Mexico City.